# Elpidophoros Lambriniadis
Elpidophoros Lambriniadis est l'archevêque orthodoxe grec d'Amérique depuis son intronisation le 22 juin 2019 en la cathédrale de la Sainte-Trinité de New York. Il est né le 28 novembre 1967 à Bakırköy.